# Guaratinguetá Futebol
Az Guaratinguetá Futebol Ltda., egy brazil labdarúgócsapat, melyet 1998. október 1-én alapítottak Guaratinguetában. Az országos harmadik osztályban, a  Série C-ben és São Paulo állam bajnokságának második vonalában szerepel.

## Játékoskeret
2014. december 24-től
| # |     | Poszt | Név           |
| - | --- | ----- | ------------- |
|   | BRA | K     | Danrlei       |
|   | BRA | K     | Carlos Luna   |
|   | BRA | K     | Rafael Magrão |
|   | BRA | K     | Ygor          |
|   | BRA | V     | Alan Kardek   |
|   | BRA | V     | Rocha         |
|   | BRA | V     | Wesley        |
|   | BRA | V     | Ralph Silva   |
|   | BRA | V     | Alan          |
|   | BRA | V     | Nícolas       |
|   | BRA | KP    | Careca        |

| # |     | Poszt | Név            |
| - | --- | ----- | -------------- |
|   | BRA | KP    | César Santiago |
|   | BRA | KP    | Felipe         |
|   | BRA | KP    | Giuseppe       |
|   | BRA | KP    | Ney            |
|   | BRA | KP    | Robson Silva   |
|   | BRA | KP    | Dener          |
|   | BRA | KP    | Deivisson      |
|   | BRA | KP    | Tiaguinho      |
|   | BRA | CS    | Claudir        |
|   | BRA | CS    | Isaías         |
|   | BRA | CS    | Ytalo          |